# Joseph Lutumba
Joseph Lutumba chanteur et coauteur avec Simon-Pierre Boka de deux hymnes nationaux de la République démocratique du Congo : Debout Congolais en 1960, La Zaïroise en 1971. 
Lutumba est né au Bas-Congo et a été professeur à l'Université de Lubumbashi.